# エレーナ・グリゴリエワ
エレーナ・グリゴリエワ（ロシア語: Елена Григорьева、ラテン文字表記例：Yelena Grigoryeva、1977年もしくは1978年 - 2019年7月21日）は、人権活動家、LGBTQ人権活動家。またロシアによるクリミアの併合にも反対していた。グリゴリエワは2019年7月21日にロシアのサンクトペテルブルクにて8箇所を刺された後に絞殺された。グリゴリエワはアメリカのホラー映画である『ソウ』のロシア語版タイトルにちなんで'Pila'と名乗る団体のウェブサイトの標的リストに掲載されていた。この団体は為政者にLGBTQやそれに近しい人々を狩り、拐かし、殺害することを奨励している。Pilaのサイトはロシア政府によって閉鎖されたものの、LGBTQやそれに関わる活動家やジャーナリスト、市民を掲載した新しい標的リストがソーシャルネットワークサービスやメッセージアプリを通じて流布されており、引き続きロシア国内のLGBTQやそれに携わる人々の殺害を奨励している。